# Ніа Еванс
Ніа Еванс (англ. Neah Evans, нар. 1 серпня 1990) — британська велогонщиця, срібна призерка Олімпійських ігор 2020 року.

## Виступи на Олімпіадах
| Олімпіада  | Дисципліна                    | Місце |
| ---------- | ----------------------------- | ----- |
| Токіо 2020 | командна гонка переслідування | 2     |

## Зовнішні посилання
- Ніа Еванс на сайті Cycling Archives